# É Tarde Demais
"É Tarde Demais" é uma canção gravada pelo grupo brasileiro de pagode Raça Negra em seu álbum autointitulado de 1995. A canção obteve grande sucesso no Brasil e acabou entrando para o Guinness Book por ter sido executada 600 vezes em apenas um dia. Foi a 54.ª música mais tocada no Brasil no ano de 1995.
A canção foi uma das escolhidas pela Deezer para um projeto com regravações de músicas das décadas de 1990 e 2000.
Apesar de boatos na internet dizerem que a música foi composta para Luiza Ambiel, tanto a artista quanto o músico Luiz Carlos já negaram essa afirmação.

## Regravações
"É Tarde Demais" já foi regravada por vários artistas, entre eles Belô Velloso, César Menotti & Fabiano, Léo Maia, dentre outros.

## Discos
"É Tarde Demais" foi faixa dos seguintes álbuns:
●  O Mundo Canta Raça Negra (2022)
●  Raça Negra & Amigos || (2017)
●  Gigantes do Samba (2014)
●  Raça Negra & Amigos | (2012) DVD+CD
●  Boa Sorte (2010)
●  Canta Jovem Guarda (2009) DVD
●  Raça Negra 25 Anos (2008) Ao Vivo DVD+CD
- Música Maestro (2008)
- Performance de Raça Negra (2008)
- Raça Negra Sem Limite (CD duplo) (2008)
- Raça Negra Só Sei Que Vou (CD Raro) (2005)
- Raça Negra (ao vivo CD e DVD) (2005)
- Raça Negra Me Leva Junto Com Você (2004)
- Raça Negra Millenium (2002)
- Raça Negra Pérolas (2000)
- Coleção Bambas do Samba 6 (1999)
- Raça Negra Ao Vivo 2 (1999)
- Coleção Bambas do Samba 1 Ao vivo (1996)
- Raça Negra Vol.6 (1995)